# Ken45゜
Ken45゜（ケン・フォーティーファイブ、1982年5月25日 - ）は、日本のプロレスラー。本名：坂井 謙一（さかい けんいち）。

## 経歴
闘龍門の9期生として入門。2002年12月7日、本名でデビュー（vs山本武志（現：南野タケシ）&村上学（現：卍丸）組。パートナーは谷嵜直樹）。闘龍門X所属となり、リングネーム華井健一を経てパイナップル華井に改名、南野たけし、マンゴー福田（現：ベアー福田）とロス・サルセロス・ハポネセスを結成。日本での主戦場をみちのくプロレスに移しヒール軍団として暴れる。
2006年、試合中に南野をギターで殴り退場してサルセロス脱退を発表。黒いコスチューム華井謙一として登場する。後にサルセロスは解散。7月、プロレスリングElDorado旗揚げにて入団。リングネームを正式にKen45゜に改名する。由来はKenはなで肩を意味する。
軍団Ken（仮称）を結成して「負けたら軍団入りシングルマッチ」を行いバナナ千賀、精霊（レイ）に勝利。強制的に軍団に加入させた。そして、清水基嗣を副リーダーとして加入させた。
2007年6月、菅原、バラモン兄弟と「HELL DEMONS」を結成。軍団Kenは解散。
2008年3月、みちのくプロレスでのルード軍名「九龍」となる。12月、ElDoradoの解散により、フリーとなる。
2010年10月、ザ・グレート・サスケとの条件マッチに敗退して九龍を離脱して、みちのくプロレスの正規軍入りする。またkenが勝った時の条件はサスケが所持していたkenに大ファンである布袋寅泰のギターを渡すことが条件だった。
2012年、フジタ"Jr"ハヤト、南野タケシ、卍丸と共に「BAD BOY」を結成。
1年に1回、第2の故郷である仙台でロックバンドとのコラボレーションによるプロデュース興行を開催している。
2014年1月13日、4FWジュニアヘビー級選手権試合に勝利してシングルのベルトを初奪取。

## 得意技
タイガードライバー
BARONESS
ヘリコバクター
ハングリークラッシャーと同型。
リージョンボム
リージョンボムII
ループ・オヴ・パイン
ショットガンと同型。
ブレイク・ザ・ハンマー
リンガルス
ロッケンロール
クリプトスポリジウム
クリプトスポリジウムII
クリプトスポリジウムIII

## 入場曲
- GOODFELLAS（STINK GASPERS）

## タイトル歴
- UWA世界タッグ王座
- UWA世界6人タッグ王座
- 4FWジュニアヘビー級王座
- 覆面MANIAスーパーライト級王座
- 東北タッグ王座
- みちのくふたり旅優勝
- みちのくトリオトーナメント戦優勝

## エピソード
- 布袋寅泰やhideなどのロックギタリスト愛好者である。